# Australian Journal of Entomology
Australian Journal of Entomology (ISSN 1326-6756) — австралийский энтомологический журнал для публикации научных исследований в различных областях науки о насекомых.

## История
Журнал основан в 1962 году. Первоначально выходил под другими названиями: Journal of the Entomological Society of Queensland (1962—1966) и Journal of the Australian Entomological Society (1967—1995). Выпускается издательством John Wiley & Sons совместно с Australian Entomological Society. Индекс цитирования (импакт фактор) равен 1.072 (2008). В 2010 году вышел 49 том.
Главный редактор: John Matthiessen (CSIRO Entomology, Perth)

## ISSN
- ISSN: 1326-6756 (print)
- ISSN: 1440-6055 (online)